# Provinciale weg 320
De provinciale weg 320 (N320) is een provinciale weg in de provincie Gelderland tussen Culemborg en Kesteren en heeft een lengte van 30,5 kilometer. Bij Culemborg sluit de weg aan op de A2 en bij Kesteren op de N233.
Tussen de aansluiting met de A2 en de Wethouder Schoutenweg is de N320 uitgevoerd met gescheiden rijbanen en twee rijstroken per richting. Er geldt een limiet van 80 km/h.
Tussen het kruispunt met de Rijksstraatweg/N833 in Culemborg en de aansluiting met de Hoendersteeg in Rijswijk is de N320 uitgevoerd als stroomweg (autoweg) met een maximumsnelheid van 100 km/h. Het overige deel van de weg is ingericht als gebiedsontsluitingsweg met een maximumsnelheid van 80 km/h. In 2016 is de weg ter hoogte van Culemborg ingrijpend gereconstrueerd.
In 2015 is ook de aansluiting met de N233 bij Kesteren aangepast zodat verkeer vanuit de richting Culemborg niet meer door Kesteren hoeft te rijden om de N233 richting Rhenen te bereiken.

## Trivia
De N320 is bekend vanwege de vele fruitstalletjes die in het fruitseizoen aan deze weg staan. 

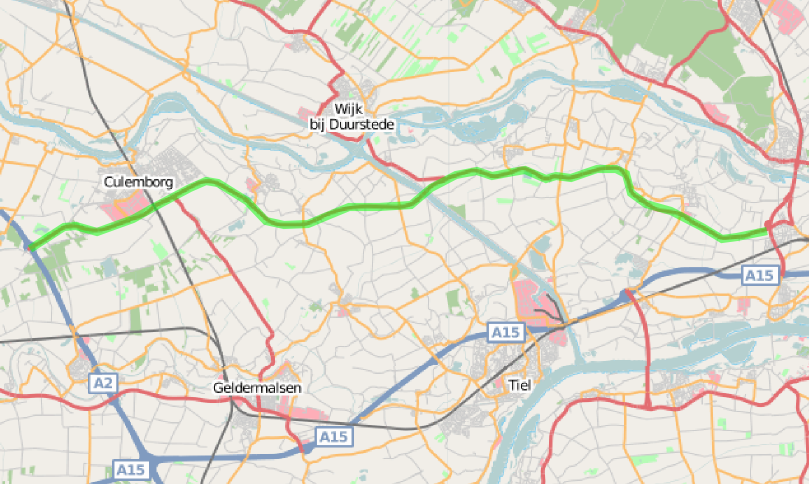
Detailkaart traject

## Afbeeldingen

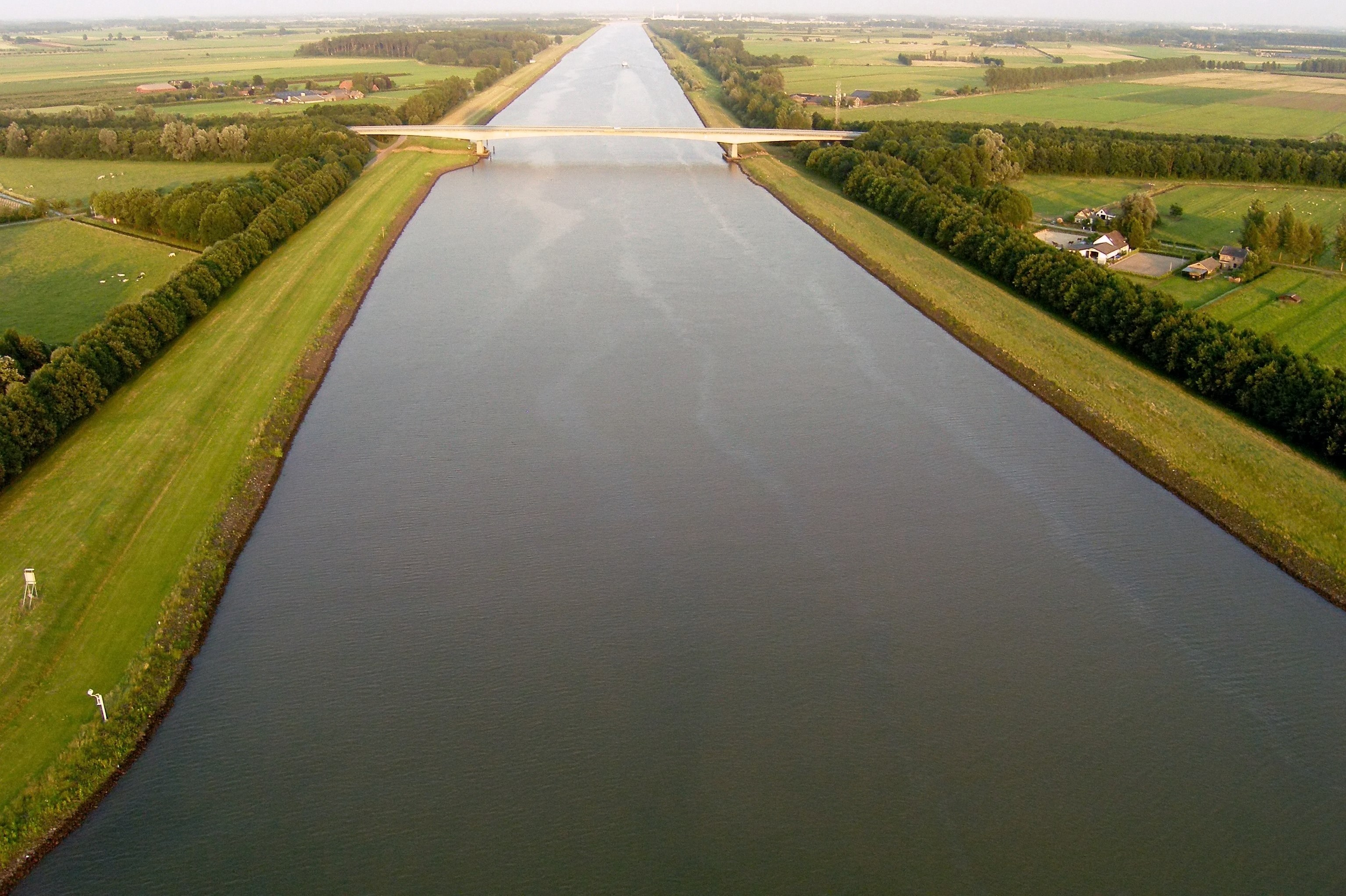
Het Amsterdam-Rijnkanaal ter hoogte van de brug onder de N320

N23 · N34 · N224 · N225 · N229 · N233 · N271 · N301 · N302 · N303 · N304 · N305 · N306 · N307 · N308 · N309 · N310 · N311 · N312 · N313 · N314 · N315 · N316 · N317 · N318 · N319 · N320 · N322 · N323 · N324 · N325/A325 · N326/A326 · N327 · N329 · N330 · N331 · N332 · N333 · N334 · N335 · N336 · N337 · N338 · N339 · N340 · N341 · N342 · N343 · N344 · N345 · N346 · N347 · N348/A348 · N349 · N350 · N351 · N352 · N375 · N377

N418 · N701 · N702 · N703 · N704 · N705 · N706 · N707 · N708 · N709 · N710 · N711 · N712 · N713 · N714 · N715 · N716 · N717 · N718 · N719 · N720 · N727 · N731 · N732 · N733 · N734 · N735 · N736 · N737 · N738 · N739 · N740 · N741 · N742 · N743 · N744 · N745 · N746 · N747 · N748 · N749 · N750 · N751 · N752 · N753 · N754 · N755 · N756 · N757 · N758 · N759 · N760 · N761 · N762 · N763 · N764 · N765 · N766 · N768 · N781 · N782 · N783 · N784 · N785 · N786 · N787 · N788 · N789 · N790 · N791 · N792 · N793 · N794 · N795 · N796 · N797 · N798 · N800 · N801 · N802 · N803 · N804 · N805 · N806 · N810 · N811 · N812 · N813 · N814 · N815 · N816 · N817 · N818 · N819 · N820 · N821 · N822 · N823 · N824 · N825 · N826 · N827 · N830 · N831 · N832 · N833 · N834 · N835 · N836 · N837 · N838 · N839 · N840 · N841 · N842 · N843 · N844 · N845 · N846 · N847 · N848 · N852 · N855

Cursief vermelde wegen zijn voormalige provinciale wegen.